# SV Nordenham
Der Sportverein Nordenham (SVN) ist ein Sportverein aus Nordenham (Niedersachsen). Der Verein wurde am 17. März 1971 gegründet als Fusion aus verschiedenen Sportvereinen und besteht heute aus über 30 Abteilungen. Mit 2934 Mitgliedern (Stand 2020) ist er einer der 30 größten Vereine Niedersachsens.

## Geschichte

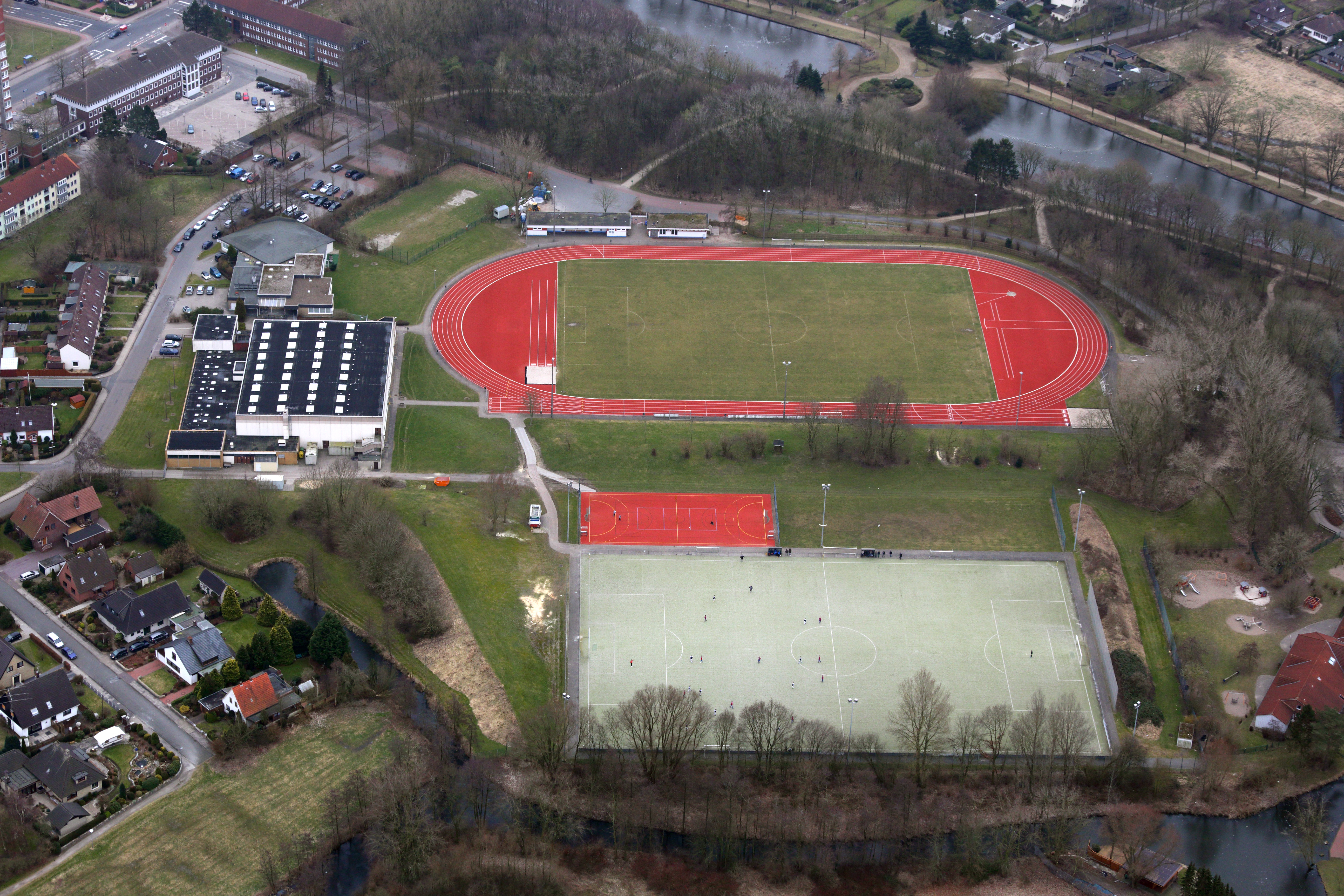
Luftaufnahme Sportanlagen Sportverein Nordenham e. V.

Der SVN entstand 1971 aus einer Fusion der Vereine SC Nordenham, VfL Nordenham, 1. Nordenhamer Schwimm-Verein und dem Judo-Club Nordenham. Der Vorgängerverein SC Nordenham wurde bereits 1910 gegründet und spielte in der Saison 1927/28 in der Bezirksliga Weser-Jade, der damals höchsten Spielklasse im Raum Weser-Ems. Zur Leichtathletik-Abteilung des SC Nordenham gehörte der Kurzstreckensprinter Georg Lammers, der 1928 in Amsterdam bei den Olympischen Spielen im 100-m-Lauf die Bronzemedaille errang und in der 4 × 100-m-Staffel die Silbermedaille holte. Nach 1933 kam es zu einer Zwangsfusion zwischen dem SC und dem FC Hansa Nordenham. 1951 wurde der SC Nordenham wiedergegründet und konnte in der Saison 1951/52 in die Amateuroberliga aufsteigen. Nach direkten Ab- und Wiederaufstieg konnte der SC Nordenham sich bis 1960 in der Amateuroberliga halten, welche nach der Oberliga die zweithöchste Spielklasse darstellte. In den 1970er Jahren schafften die Fußballer des SV Nordenham den Aufstieg in die Bezirksliga, die Handballer konnten zu Beginn der 1980er Jahre für kurze Zeit in der Oberliga spielen, der damals vierthöchsten Spielklasse.
Nach Einsparungen in der Fußballsparte fusionierten die Herrenmannschaften des SVN 1993 mit dem TuS Einswarden zum 1. FC Nordenham. Die Handballer gingen Ende der 1990er Jahre eine Handballspielgemeinschaft mit dem Blexer TB ein.

## Sportarten
Im Verein werden die Sportarten Akrobatik, Badminton, Basketball, Bewegungsschule, Boxen, Tanzen, Gemischte Sportgruppen, Gesundheitssport- und Rehabilitations-Sport, Handball, Ju-Jutsu, Karate, Lauftreff, Leichtathletik, Radsport, Wassergymnastik, Schwimmen, Senioren Fitness, Sport in Phiesewarden, Sportgruppen Damen, Sportgruppen Herren, Sportabzeichen, Tauchen, Taekwondo, Tennis, Tischtennis, Turnen, Vital Gerätepark, Vital Gym, Floorball und Volleyball angeboten.